# 刘猛 (东汉)
劉猛（?—?），琅邪郡人，东汉人物，官至宗正、司隸校尉、尚书令。
劉猛在汉桓帝時為宗正，因为正直被排挤，自己辞官回家。汉靈帝即位，太傅陳蕃、大將軍竇武輔政，将劉猛和前司隸李膺、太僕杜密、廬江郡太守朱宇等徵用，列於朝廷。窦武以尹勳為尚書令，劉瑜為侍中，馮述為屯騎校尉；請前越巂郡太守荀翌為從事中郎，辟潁川郡陳寔為屬。
熹平元年（172年），竇太后崩，有人在朱雀闕写道：「天下大亂，曹節、王甫幽殺太后，常侍侯覽多殺黨人，公卿皆尸祿，無有忠言者。」於是汉灵帝詔命司隸校尉劉猛追捕。刘猛以誹書写得对，不肯急捕，一月多，没有确定何人所为。刘猛降职諫議大夫，以御史中丞段熲取代刘猛，于是四出追捕，抓住太學游生千餘人。曹節等人怨恨刘猛，派段熲以其他的事情参奏刘猛，刘猛去左校劳作抵罪。朝臣都给他说话，于是免刑，后来公車再次征召他。
中常侍曹節女婿馮方诬陷桓彬和左丞劉歆、右丞杜希為酒黨。事情交给尚書令劉猛处理，劉猛喜欢桓彬等人，不舉报其事，曹節大怒，劾奏劉猛，以為朋黨，請收捕下詔獄，在朝官员為之寒心，刘猛从容自若，十日得出狱，免官禁錮。